# Varzeazwergspecht

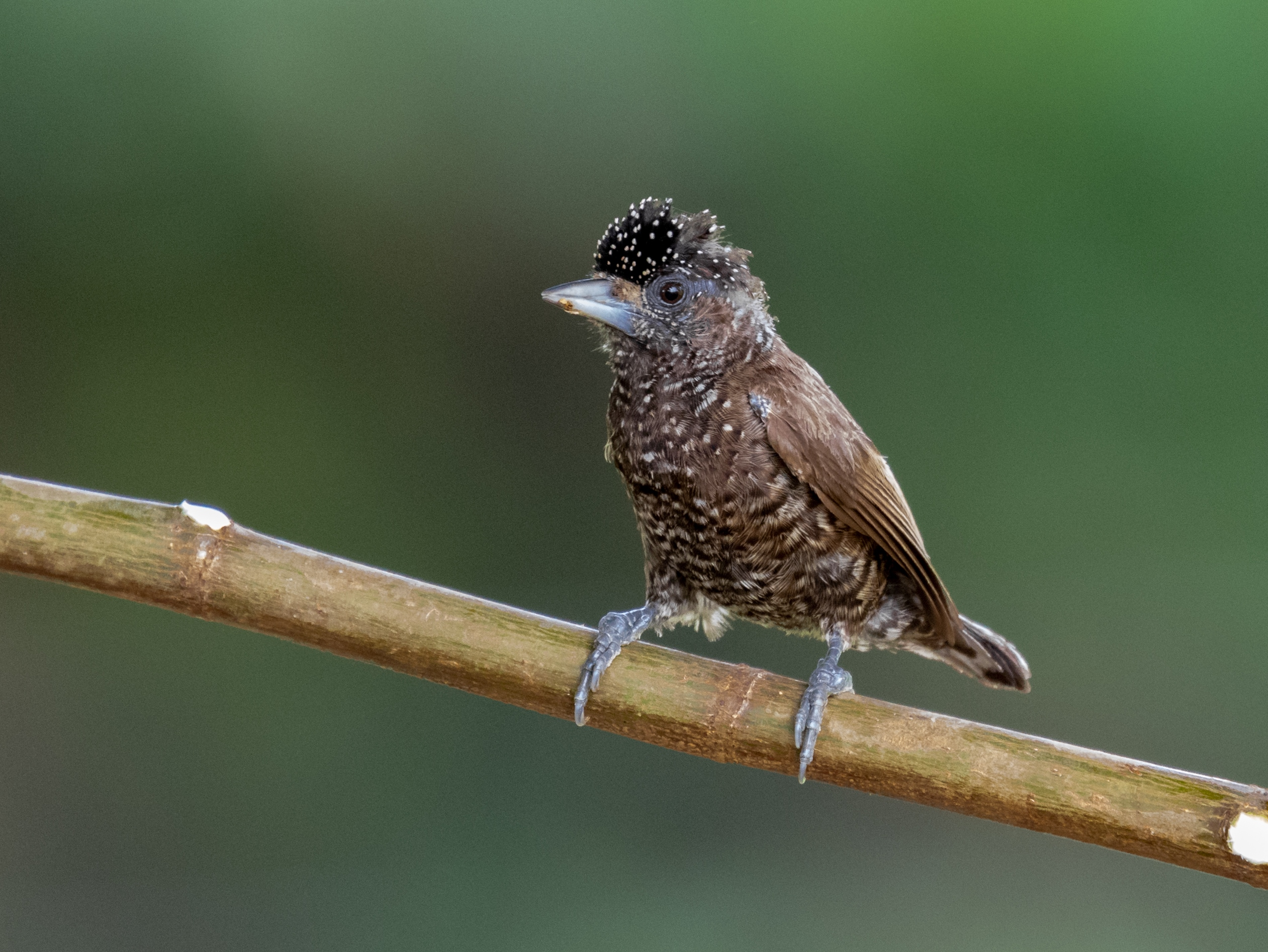
Varzeazwergspecht, Weibchen

Verbreitungsgebiet des Varzeazwergspechtes

Der Varzeazwergspecht (Picumnus varzeae) ist eine Vogelart aus der Gattung der Zwergspechte (Picumnus) aus der Familie der Spechte (Picidae).
Der Vogel ist endemisch in Brasilien im Amazonasbecken vom unteren Rio Madeira bis zum westlichsten Pará.
Der Lebensraum ist begrenzt auf jahreszeitlich überflutete Wälder entlang der Amazonasufer und auf Flussinseln.
Der Artzusatz bezieht sich auf den Lebensraum Várzea.

## Merkmale
Die Art ist 8–9 cm groß, das Männchen hat eine schwarze bis zum Nacken reichende Kopfkappe mit weißen Punkten, die Stirn trägt breite rote Federspitzen, die einen roten Fleck bilden. Die weißen Zügel sind schwarz gefleckt, Kopfseiten und Nacken dunkelbraun mit schwarzen Federspitzen, angedeutet weißlich gepunktet. Die Oberseite ist dunkel olivbraun bis grünlich-braun, manchmal mit einzelnen angedeuteten schwarzen Bändern. Flügeldecken und Flügeloberseite sind dunkelbraun mit helleren Federrändern und -spitzen, deutlicher auf den Armschwingen und Schirmfedern. Die Schwanzoberseite ist dunkelbraun, das zentrale Federpaar hat auf der Innenseite einen weißen Streifen, die beiden äußeren Steuerfedern haben einen schmalen weißen Subterminalfleck. Kinn und Kehle sind schwarz-braun, zart weiß gepunktet oder gebändert, die übrige Unterseite ist variabel, braun oder grünlich-braun mit strichförmig angeordneten schwarzen Federn mit weißen Spitzen. Die Flügelunterseite ist blass braun, die Unterflügeldecken weiß gebändert. Der Schnabel ist kurz, der Schnabelfirst leicht gebogen, schwarz mit blau-grauer Basis. Mitunter ist die Basis des Unterschnabels matt gelblich. Die Iris ist braun, die Beine sind grau.
Beim Weibchen fehlt das Rot am Kopf. Jungvögel sind auf der Unterseite deutlicher gebändert.
Die Art soll gelegentlich mit dem Zebrazwergspecht (Picumnus cirratus) am unteren Rio Tapajós hybridisieren.

## Geografische Variation
Die Art ist monotypisch.

## Stimme
Lautäußerungen sind nicht dokumentiert.

## Lebensweise
Die Art ist vermutlich ein Standvogel, die Brutzeit dürfte zwischen Juni und Dezember liegen.

## Gefährdungssituation
Der Bestand gilt als potentiell gefährdet (near threatened) aufgrund fortschreitender Entwaldung.